# Alexander the Great
Alexander the Great è un brano del gruppo heavy metal britannico Iron Maiden, ottava traccia del sesto album Somewhere in Time.
La canzone, scritta dal bassista Steve Harris, tratta delle imprese di Alessandro III di Macedonia, noto come "Alessandro Magno" e passato alla storia per aver creato uno dei più vasti imperi del mondo.

Prima che la canzone vera e propria cominci viene citata una celebre frase che il padre di Alessandro, Filippo II di Macedonia, rivolse al figlio: 
(Filippo II)

## Formazione
- Bruce Dickinson – voce
- Dave Murray – chitarra
- Adrian Smith – chitarra, cori
- Steve Harris – basso, cori
- Nicko McBrain – batteria